# Jacques-Marie-Adrien-Césaire Mathieu
Jacques-Marie-Adrien-Césaire Mathieu (Parigi, 20 gennaio 1796 – Besançon, 9 luglio 1875) è stato un cardinale e arcivescovo cattolico francese.

## Biografia
Nacque a Parigi il 20 gennaio 1796.
Papa Pio IX lo elevò al rango di cardinale nel concistoro del 30 settembre 1850.
Morì il 9 luglio 1875 all'età di 79 anni.

## Genealogia episcopale e successione apostolica
La genealogia episcopale è:
- Cardinale Guillaume d'Estouteville, O.S.B.Clun.
- Papa Sisto IV
- Papa Giulio II
- Cardinale Raffaele Sansone Riario
- Papa Leone X
- Papa Paolo III
- Cardinale Francesco Pisani
- Cardinale Alfonso Gesualdo di Conza
- Papa Clemente VIII
- Cardinale Pietro Aldobrandini
- Cardinale Laudivio Zacchia
- Cardinale Antonio Barberini, O.F.M.Cap.
- Cardinale Nicolò Guidi di Bagno
- Arcivescovo François de Harlay de Champvallon
- Cardinale Louis-Antoine de Noailles
- Vescovo Jean-François Salgues de Valderies de Lescure
- Arcivescovo Louis-Jacques Chapt de Rastignac
- Arcivescovo Christophe de Beaumont du Repaire
- Cardinale César-Guillaume de la Luzerne
- Arcivescovo Gabriel Cortois de Pressigny
- Arcivescovo Hyacinthe-Louis de Quélen
- Cardinale Jacques-Marie-Adrien-Césaire Mathieu

La successione apostolica è:
- Vescovo Jean-François-Marie Cart (1838)
- Vescovo Andreas Räß (1841)
- Vescovo Jean-Marie Doney (1844)
- Vescovo Jacques-Marie-Joseph Baillès (1846)
- Cardinale Louis-Marie-Joseph-Eusèbe Caverot (1849)
- Vescovo Jean-Jacques-Marie-Antoine Guerrin (1852)
- Vescovo Augustin Hacquard (1867)